# Ron Futcher
Ron Futcher (Chester, 25 settembre 1956) è un ex calciatore inglese.
Ha un fratello gemello, Paul, anch'egli calciatore.

## Carriera
Futcher iniziò la carriera agonistica nel Chester City, con cui otterrà il settimo posto della Fourth Division 1973-1974, per poi passare nel 1974 al Luton Town militante nella massima serie inglese, ove già giocava il fratello Paul. Riuscì ad imporsi nella prima squadra grazie anche all'infortunio del più esperto Peter Spiring.
Nella prima stagione con il Luton, Futcher incapperà nella retrocessione in cadetteria, a causa del ventesimo posto ottenuto. La stagione seguente sarà chiusa al settimo posto finale.
Nell'estate 1976 viene ceduto in prestito agli statunitensi del Minnesota Kicks, con cui giungerà alla finale della North American Soccer League 1976, persa contro i canadesi del Toronto Metros-Croatia.
Ritornato al Luton, ottiene il sesto posto della Second Division 1976-1977.
In estate torna ai Kicks, con cui raggiunge i quarti di finale della North American Soccer League 1977.
Nuovamente tornato al Luton, ottiene con il suo club il tredicesimo posto finale della Second Division 1977-1978.
Torna in estate per la terza volta ai Kicks, con cui raggiunge i quarti di finale della North American Soccer League 1978.
Ritornato in Inghilterra, Futcher viene ceduto insieme al fratello Paul al Manchester City, tornando a giocare nuovamente nella massima serie inglese. Furono la prima coppia di fratelli a giocare contemporaneamente con la maglia del City. Con il club di Manchester ottenne il quindicesimo posto finale.
Nell'estate 1979 torna per la quarta volta ai Kicks, con cui raggiunge gli ottavi di finale della North American Soccer League 1979, risultando identico ottenuto la stagione seguente. Nella stagione 1981 invece giunge ai quarti di finale.
Nella stagione 1982 passa ai Portland Timbers, con cui ottiene il quarto posto della Western Division.
L'anno seguente viene ingaggiato dagli inglesi del Southampton, con cui non gioca nessun incontro di campionato prima di passare agli statunitensi del Tulsa Roughnecks, con cui vince la North American Soccer League 1983. Sempre con i Roughnecks l'anno seguente, ultima stagione della NASL prima del fallimento della lega, ottenne il quarto posto della Western Division.
Nel 1984 torna in Europa per giocare con i nederlandesi del NAC Breda. Nel corso dell'anno ritorna in Inghilterra per giocare nel Barnsley.
Con i Tykes ottenne l'undicesimo posto della Second Division 1984-1985.
La stagione seguente passa all'Oldham Athletic, sempre militante in cadetteria. Con il suo club ottiene l'ottavo posto finale, mentre in quella successiva giunge terzo ma perde la promozione in massima serie nei play-off promozione.
Nella stagione 1987-1988 Futcher è in forza al Bradford City, con cui giunge quarto in cadetteria.
Nella stagione 1988-1989 scende di categoria per giocare con il Port Vale. Con il suo club ottiene il terzo posto finale e la promozione in cadetteria. La stagione seguente è chiusa all'undicesimo posto della serie cadetta.
Nella stagione 1990-1991 scende di due categorie per giocare con il Burnley. Con il club del Lancashire ottiene il sesto posto finale, perdendo la promozione nella categoria superiore dopo i play-off.
L'anno seguente rimane in quarta divisione per giocare nel Crewe Alexandra, con cui termina la Fourth Division 1991-1992 al sesto posto finale e perdendo la promozione nella categoria superiore dopo i play-off.
Nel 1992 passa al Boston Utd, con cui terminerà a carriera lo stesso anno.

## Palmarès
- Campionato NASL: 1

Tulsa Roughnecks:1983